# Darwin College

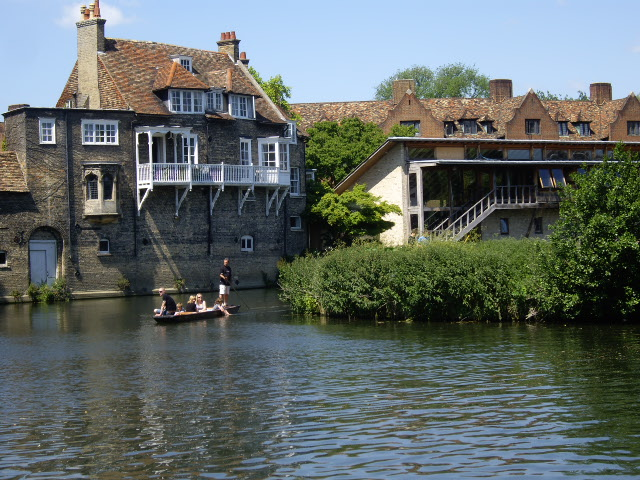
Darwin College Gebäude aus Sicht der River Cam (Great Ouse).

Das Darwin College ist ein College der University of Cambridge. 2020 beheimatete es 810 Studierende, ausschließlich Postgraduierte, also solche, die schon einen ersten Abschluss haben. Das College ist nach einer der berühmtesten Familien von Cambridge benannt – der von Charles Darwin.
2020 lernten 810 Studierende im College, 361 Frauen und 449 Männer. 302 kamen aus dem Vereinigten Königreich, 209 aus der EU und 299 zählten als internationale Studenten. Die meisten absolvieren ein PhD- oder M.Phil.-Studium an einer Fakultät der University of Cambridge.

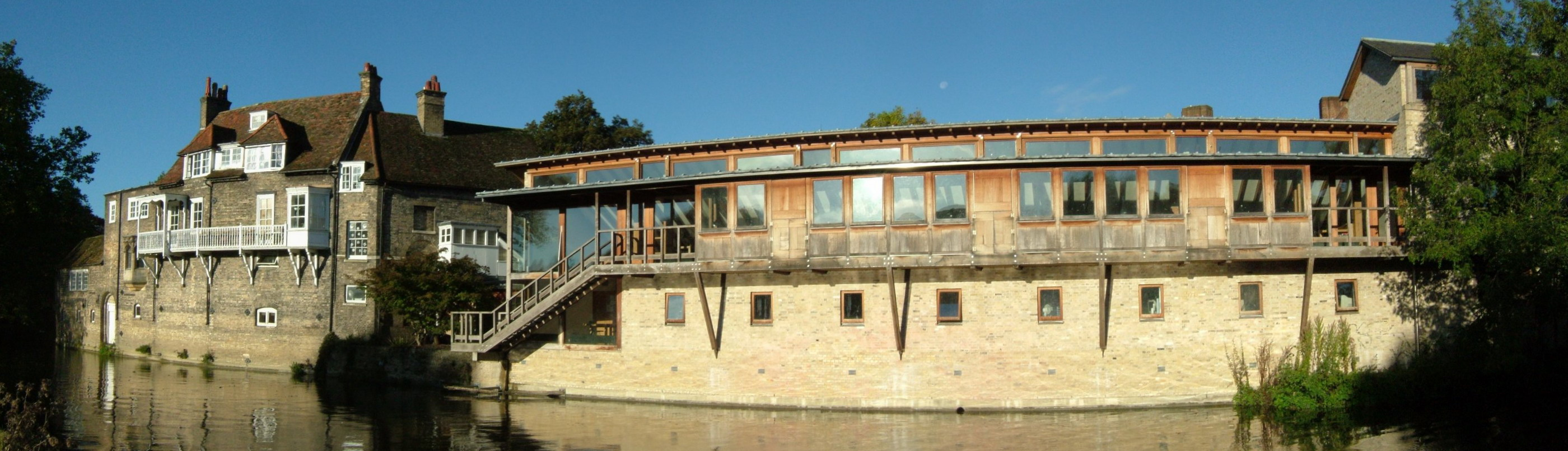
Bibliothek (1994) des Darwin College

## Nobelpreisträger
- 1984 César Milstein (Medizin)
- 2009 Elizabeth Blackburn (Medizin)